# غزو المانشو الثاني لكوريا
غزو المانشو الثاني لكوريا (بالهانغل:	병자호란، وبالهانجا: 丙子胡亂، وحرفياً: بيونغجا هوران) هي غزوة وقعت في سنة 1636 حينما قامت سلالة تشينغ من قوم المانشو بهزيمة مملكة جوسون الكورية وإجبارها على الاعتراف بسلالة تشينغ كالوريث الحقيقي للصين بدلاً من سلالة مينغ السابقة. هذه الغزوة سبقها غزوة أولى من المانشو لكوريا.